# On the Turning Away
"On the Turning Away" er en sang fra Pink Floyds album A Momentary Lapse of Reason fra 1987. Nummeret er den anden single fra albummet og blev nummer 1 på Billboard Album Rock Tracks hitlisten i starten af 1988.
| Musik | Spire Denne musikartikel er en spire som bør udbygges. Du er velkommen til at hjælpe Wikipedia ved at udvide den. |